# Saint-Étienne-des-Grès, Paris

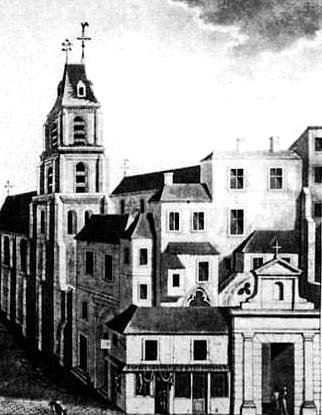
Uma vista externa de Saint-Étienne-des-Grès como ela apareceu antes da Revolução Francesa, tirada do Livro Três do Tableau historique et pittoresque de Paris por Jacques Bins, conde de Saint-Victor.

Saint-Étienne-des-Grès era uma igreja e paróquia em Paris, França, anteriormente localizada no Quartier Latin na Rue Saint-Jacques.

## História
Saint-Étienne-des-Grès localizava-se na rua Saint-Jacques, no local da atual Faculdade de Direito. Foi um dos primeiros centros do Cristianismo em Paris; ficava em um local considerado o de um oratório que foi erguido por São Dinis a Santo Estêvão. A sua fundação data de cerca do século VI. Saint-Étienne foi uma das cinco igrejas merovíngias que marcam a estrada de Paris a Orleans.
A igreja original foi destruída pelos vikings, mas reconstruída no século XI. Cânones foram instalados em 1045 para servir a igreja e orar pelo rei. Tornou-se paróquia antes de 1080, mas a paróquia foi absorvida por São Bento entre 1195 e 1205. O Capítulo existiu até 1790. A igreja colegiada foi demolida em 1792.

### Notre Dame de Bonne Délivrance
A igreja continha notavelmente uma Virgem Negra, a Notre Dame de Bonne Délivrance (Nossa Senhora do Bom Livramento), também conhecida como a "Madona Negra de Paris". A estátua data do século XIV, substituindo uma versão do século XI. Tem 150 cm (59 in) alto e feito de calcário pintado. A Virgem usa um véu branco e manto azul escuro ornamentado com flor-de-lis sobre um manto vermelho.
A Real Confraria de Notre Dame de Bonne Délivrance foi fundada em 1533. Luís XIII e Ana da Áustria eram membros.
Em 1703, um jovem seminarista chamado Claude Poullart des Places reuniu uma dúzia de seus companheiros em Saint-Étienne-des-Grès e consagrou o grupo à Virgem; aquele ato foi o início da Congregação do Espírito Santo. Outros peregrinos notáveis à estátua - alguns antes da Revolução, alguns depois - incluem Claude Bernard, Jean-Jacques Olier, Dom Bosco, Prosper Guéranger e Madeleine Sophie Barat.
Quando a igreja foi destruída durante a Revolução, todo o seu conteúdo foi vendido; a estátua foi salva por uma mulher rica e piedosa chamada Madame de Carignan. De Carignan foi presa durante o Reinado do Terror, e ela orava a Nossa Senhora na prisão com outros que haviam sido presos por seu catolicismo. Quando de Carignan foi libertada em 1806, ela deu a estátua às Irmãs de São Tomás de Villeneuve, que haviam sido presas com ela. A estátua ainda está localizada na capela da Congregação das Irmãs de São Tomás de Villeneuve em Neuilly-sur-Seine. A festa de Nossa Senhora do Bom Livramento é dia 18 de julho.